# Antialiasing (Signalverarbeitung)
Mit Anti-Aliasing oder Antialiasing (AA) werden in Bereichen der digitalen Signalverarbeitung, etwa bei der Tonaufnahme oder Bilderfassung, Techniken zur Verminderung des Alias-Effekts bezeichnet. Dabei wird auf das Eingangssignal eine Tiefpassfilterung angewandt, um die für den Alias-Effekt verantwortlichen hohen Frequenzanteile zu dämpfen.

## Hintergrund

Alias-Effekt

In der Signalverarbeitung treten Alias-Effekte beim Digitalisieren analoger Signale auf: Das Originalsignal wird dabei in regelmäßigen Zeitabständen abgetastet und bei der späteren Wiedergabe mittels eines analogen Tiefpassfilters wiederhergestellt. Damit es korrekt wiederhergestellt werden kann, muss gemäß dem Nyquist-Shannon-Abtasttheorem das Originalsignal mit einer Rate abgetastet werden, die mehr als doppelt so hoch wie die höchste im Signal vorkommende Frequenz ist. Wird das Abtasttheorem durch eine zu niedrige Abtastrate verletzt, so werden Frequenzanteile, die ursprünglich höher waren als die halbe Abtastrate (Nyquist-Frequenz), als niedrigere Frequenzen interpretiert, da für diese eine Unterabtastung stattfindet. Dieses unerwünschte Phänomen wird Alias-Effekt genannt.
Das nebenstehende Bild demonstriert den Alias-Effekt: Der obere Graph zeigt das Originalsignal, dessen Frequenz mit der Zeit zunimmt und das in regelmäßigen Abständen abgetastet wird. Das rekonstruierte Signal (unten) gibt das Originalsignal nur bis zur Nyquist-Frequenz korrekt wieder. Danach äußern sich die hohen Originalfrequenzen in der Rekonstruktion als Aliasfehler, die sich in falschen Amplituden und scheinbar niedrigeren Frequenzen äußern.

## Elektronische Filterung

Unerwünschte Dämpfung und Restaliasing eines Antialiasing-Filters

In der digitalen Signalverarbeitung ist das sogenannte Prefiltering zur Vermeidung von Alias-Effekten Standard. Auf das Signal wird dabei noch vor der Digitalisierung ein analoger Tiefpassfilter angewandt. Dadurch werden Frequenzen des Signals oberhalb der Nyquist-Frequenz gedämpft. Ein derartiges elektronisches Filter sollte möglichst steilflankig sein, was sich durch aufwändige Filter höherer Ordnung erzielen lässt. Dennoch werden zwangsläufig Teile des Signals unter der Nyquist-Frequenz gedämpft und Teile über der Nyquist-Frequenz nicht vollständig eliminiert. Die genaue Wahl der Grenzfrequenz stellt daher in der Praxis einen Kompromiss zwischen der Erhaltung des Nutzsignals und der Eliminierung des Alias-Effekts dar.
Eine einfachere Methode ergibt sich, wenn es möglich ist, das Eingangssignal mit einer doppelten oder höheren Frequenz überabzutasten. Dabei entsteht ein Sicherheitsabstand zwischen dem Originalspektrum und dem Alias-Spektrum, wodurch geringere Anforderungen an den Filter gestellt werden können. Die Anforderungen auf der digitalen Seite werden dafür erhöht.

## Optische Filterung
Ohne einen Antialiasing-Filter kann ein Bild beispielsweise durch folgende Artefakte irreparabel degradiert werden:
- deutlich schräge Objekt-Kanten haben keinen glatten (gradlinigen) Verlauf, sondern eine leichte Wellenform (in Annäherung an ein Treppchen-Muster);
- dünne, deutlich schräge Linien (beispielsweise das Tauwerk eines entfernten Segelschiffs, Haare in Porträts) haben diese Wellen-Treppchen-Form auf beiden Seiten ihrer Kante, somit eine scheinbar regelmäßig schwankende Dicke; je nach Sensor-Rohbild-Aufbereitung können dabei zusätzlich bei den dickeren Abschnitten eine rötlich-Verfärbung abwechselnd mit einer bläulich-Verfärbung auftreten, da das optische Aliasing nicht auf Graustufen, sondern auf den Grundfarben eines Bayer-Sensor-Mosaiks stattfindet.
- Kontraste sehr feiner Strukturen werden unnatürlich übersteigert, da die Übergangs-Farben zwischen zwei Objekten nicht mehr proportional zur Pixel-Abdeckung durch die beiden Objekte sind, sondern tendenziell ähnlich zu dem einen oder dem anderen Objekt sind. Daraus folgt beispielsweise:
  - Artefakte, die durch die Interpolation des vom Bayer-Sensor gelieferten Rohbildes erzeugt werden können, werden stark übertrieben (beispielsweise unregelmäßige Verfärbungen an Kanten);
  - Die Moire-Artefakte bei nicht oder nur wenig schrägen Linien-Gruppen sind stark ausgeprägt.

Diese Aliasing-Schäden bei Fehlen eines Antialiasing-Filters gelten als unerwünscht, aufgrund ihrer
- i. d. R. besonders störenden Wahrnehmbarkeits-Intensität
- Nicht-Reparierbarkeit in der Bildbearbeitung
- Sichtbarkeits-Erhaltung dieser Schäden auch bei Skalierung auf niedrigere Auflösungen von Bildwiedergabe-Geräten.
- Behinderung der Effektivität und Artefaktarmut von Bildnachbearbeitungs-Verfahren, bei denen die korrekte Schätzung von Objektkanten (insbes. auf Sub-Pixel-Genauigkeit) eine Rolle spielt, darunter
  - in Algorithmen zur auflösungssteigernden Interpolation;
  - in Algorithmen, welche die statistische Verteilung von Gradienten (Übergangs-Kontrasten) an Kanten auswerten (z. B. zur Schärfung, oder zur Schärfeenthaltung bei Entrauschung);
  - in Algorithmen zur Rauschentfernung, welche die Frequenzen von Bilddetails auswerten (zur frequenzabhängigen Abgrenzung des Rauschens von Motivdetails); Aliasing stört dies, da Aliasing-Artefakte in den hohen Frequenzbereichen auftreten, in denen auch Hauptanteile des Sensorrauschens auftreten, so dass weniger Rauschen als solches korrekt identifiziert bzw. abgegrenzt werden kann;
  - in Algorithmen zur Bestimmung der Schärfe bzw. Auflösung von Objektiven, da verwendete gebräuchliche Testbilder (z. B. ganz leicht gekippte, schwarze Quadrate auf weißem Grund) in Verbindung mit Kantenübergangs-interpretierenden mathematischen Algorithmen von einem linear fließenden Kanten-Übergang ausgehen, somit von einem intakten Anti-Aliasing, ausgehen.

Da sich Aliasing-Bildschäden rechnerisch (algorithmisch) nicht angemessen restaurieren lassen, wird in der digitalen Bilderfassung eine Vorfilterung durch einen optischen Anti-Aliasing-Filter realisiert, der nur Ortsfrequenzen, die grob unterhalb der Nyquist-Frequenz liegen, passieren lässt. Es kann sich dabei um mehrere Schichten eines doppelbrechenden Materials wie Quarz oder Lithiumniobat handeln, die einen einfallenden Lichtstrahl in vier parallele Lichtstrahlen und somit auf verschiedene, nebeneinander liegende lichtempfindliche Zellen aufteilen.

Von einer Nikon-D200-Kamera aufgenommenes Testbild, links ohne, rechts mit optischem Anti-Aliasing-Filter. Im linken Bild äußert sich der Alias-Effekt als starkes Moiré-Muster.